# 대한민국의 보물 (1970년대 후반)

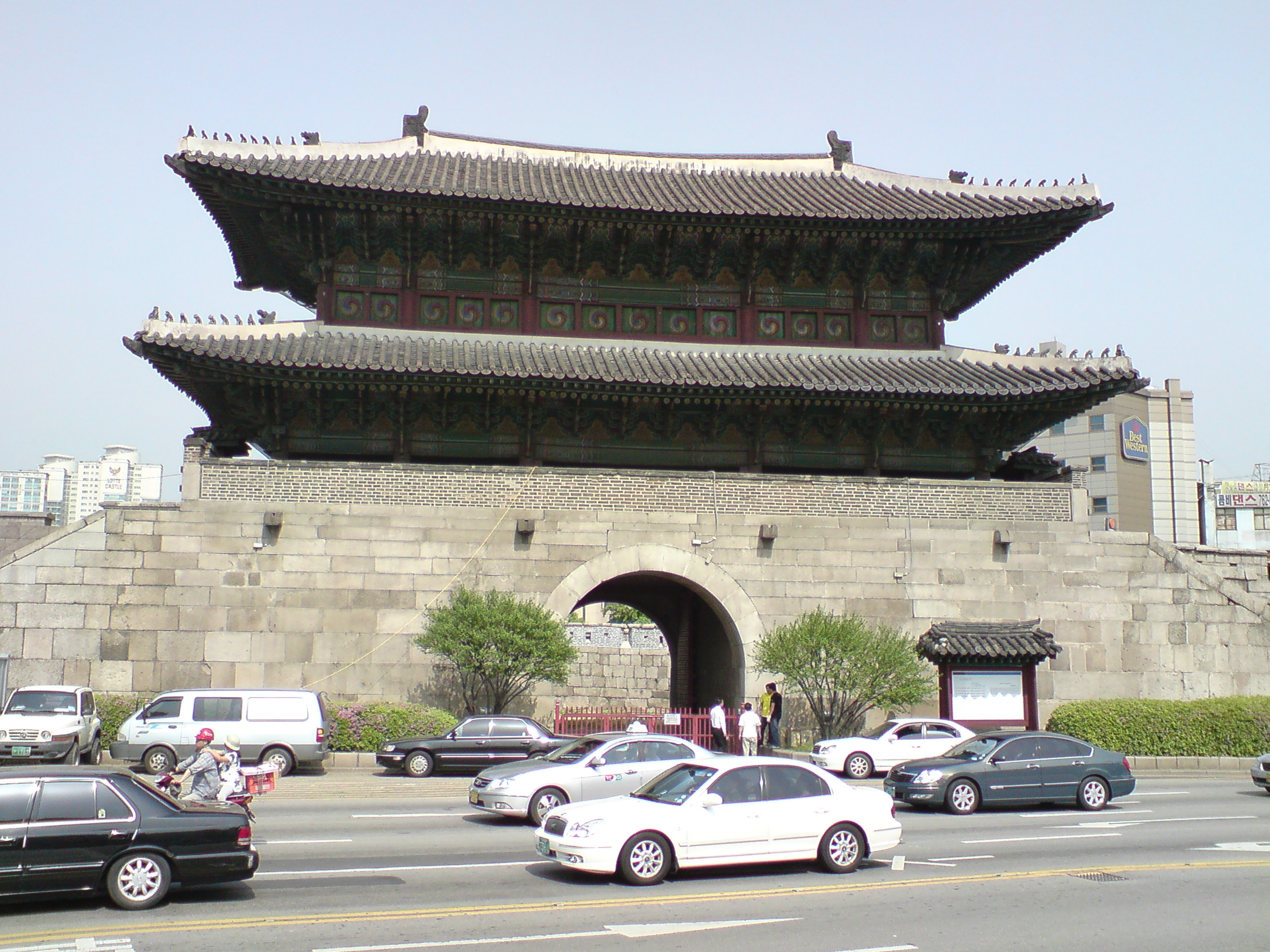
보물 제1호 흥인지문

대한민국의 보물(大韓民國 寶物)은 목조 건축물, 석조 건축물, 전적류, 서적류, 고문서, 회화, 조각류, 공예품, 고고자료, 무구(巫具) 등 대한민국의 유형문화재 가운데 중요한 것을 국가에서 지정한 것이다. 국보와 보물의 중요성과 가치 우열을 가리기는 어렵지만, 국보급의 문화재가 그 분야, 그 시대를 대표하는 유일무이한 것이라면 보물급에 속하는 문화재는 그와 유사한 문화재로서 대한민국 문화를 대표하는 유물이라고 할 수 있다.

## 지정 목록

### 1975년 지정
| 번호     | 사진 | 명칭 | 소재지                                                                   | 관리자 (단체)               | 지정일                                                          | 참조 |
| 583호    |      | 전주 풍패지관 (全州 豊沛之館) (Pungpaejigwan Guesthouse, Jeonju)                                                                                       | 전북 전주시 완산구 중앙동 3가1                                           | 전주시                      | 1975년 3월 31일 지정                                            |      |
| 584호    |      | 구례 윤문효공 신도비 (求禮 尹文孝公 神道碑) (Stele for Yun Munhyogong, Gurye)                                                                          | 전남 구례군 산동면 이평리 산91-1                                         | 남원윤씨종중                | 1975년 3월 31일 지정, 2010년 12월 27일 명칭변경                 |      |
| 585호    |      | 퇴우이선생진적 (退尤二先生眞蹟) (Manuscript of Yi Hwang and Song Si-yeol)                                                                              | 서울 용산구                                                              | 삼성문화재단                | 1975년 5월 1일 지정                                             |      |
| 586-1호  |      | 이언적 수고본 일괄-속대학혹문 (李彦迪 手稿本 一括-續大學或問) (Manuscripts of Yi Eon-jeok)                                                             | 경북 경주시 안강읍 옥산리 7 옥산서원                                     | 옥산서원                    | 1975년 5월 1일 지정                                             |      |
| 586-2호  |      | 이언적 수고본 일괄-대학장구보유 (李彦迪 手稿本 一括-大學章句補遺) (Manuscripts of Yi Eon-jeok)                                                         | 경북 경주시 안강읍 옥산서원길 300-3, 독락당 (옥산리)                     | 이해철                      | 1975년 5월 1일 지정                                             |      |
| 586-3호  |      | 이언적 수고본 일괄-중용구경연의 (李彦迪 手稿本 一括-中庸九經衍義) (Manuscripts of Yi Eon-jeok)                                                         | 경북 경주시 안강읍 옥산서원길 300-3, 독락당 (옥산리)                     | 이해철                      | 1975년 5월 1일 지정                                             |      |
| 586-4호  |      | 이언적 수고본 일괄-진수팔규 (李彦迪 手稿本 一括-進修八規) (Manuscripts of Yi Eon-jeok)                                                                 | 경북 경주시 안강읍 옥산서원길 300-3, 독락당 (옥산리)                     | 이해철                      | 1975년 5월 1일 지정                                             |      |
| 586-5호  |      | 이언적 수고본 일괄-봉선잡의 (李彦迪 手稿本 一括-奉先雜儀) (Manuscripts of Yi Eon-jeok)                                                                 | 경북 경주시 안강읍 옥산서원길 300-3, 독락당 (옥산리)                     | 이해철                      | 1975년 5월 1일 지정                                             |      |
| 587호    |      | 필암서원 문적 일괄 (筆巖書院 文籍 一括) (Documents of Piramseowon Confucian Academy)                                                                   | 광주 북구 하서로 110, 국립광주박물관 (매곡동,국립광주박물관)             | 국립광주박물관(위탁보관 중) | 1975년 5월 1일 지정                                             |      |
| 587-1호  |      | 필암서원 문적 일괄-노비보 (筆巖書院 文籍 一括-奴婢譜)                                                                                                  | 광주 북구 하서로 110, 국립광주박물관 (매곡동,국립광주박물관)             | 국립광주박물관              | 1975년 5월 1일 지정                                             |      |
| 587-2호  |      | 필암서원 문적 일괄-원장선생안 (筆巖書院 文籍 一括-院長先生案)                                                                                          | 광주 북구 하서로 110, 국립광주박물관 (매곡동,국립광주박물관)             | 국립광주박물관              | 1975년 5월 1일 지정                                             |      |
| 587-3호  |      | 필암서원 문적 일괄-필암서원집강안 (筆巖書院 文籍 一括-筆巖書院執綱案)                                                                                  | 광주 북구 하서로 110, 국립광주박물관 (매곡동,국립광주박물관)             | 국립광주박물관              | 1975년 5월 1일 지정                                             |      |
| 587-4호  |      | 필암서원 문적 일괄-문계안 (筆巖書院 文籍 一括-文契案)                                                                                                  | 광주 북구 하서로 110, 국립광주박물관 (매곡동,국립광주박물관)             | 국립광주박물관              | 1975년 5월 1일 지정                                             |      |
| 587-5호  |      | 필암서원 문적 일괄-문계안 (筆巖書院 文籍 一括-文契案)                                                                                                  | 광주 북구 하서로 110, 국립광주박물관 (매곡동,국립광주박물관)             | 국립광주박물관              | 1975년 5월 1일 지정                                             |      |
| 587-6호  |      | 필암서원 문적 일괄-필암서원서재유안서 (筆巖書院 文籍 一括-筆巖書院西齋儒案書)                                                                          | 광주 북구 하서로 110, 국립광주박물관 (매곡동,국립광주박물관)             | 국립광주박물관              | 1975년 5월 1일 지정                                             |      |
| 587-7호  |      | 필암서원 문적 일괄-필암서원원적 (筆巖書院 文籍 一括-筆巖書院院籍)                                                                                      | 광주 북구 하서로 110, 국립광주박물관 (매곡동,국립광주박물관)             | 국립광주박물관              | 1975년 5월 1일 지정                                             |      |
| 587-8호  |      | 필암서원 문적 일괄-필암서원원적 (筆巖書院 文籍 一括-筆巖書院院籍)                                                                                      | 광주 북구 하서로 110, 국립광주박물관 (매곡동,국립광주박물관)             | 국립광주박물관              | 1975년 5월 1일 지정                                             |      |
| 587-9호  |      | 필암서원 문적 일괄-필암서원원적 (筆巖書院 文籍 一括-筆巖書院院籍)                                                                                      | 광주 북구 하서로 110, 국립광주박물관 (매곡동,국립광주박물관)             | 국립광주박물관              | 1975년 5월 1일 지정                                             |      |
| 587-10호 |      | 필암서원 문적 일괄-필암서원원적 (筆巖書院 文籍 一括-筆巖書院院籍)                                                                                      | 광주 북구 하서로 110, 국립광주박물관 (매곡동,국립광주박물관)             | 국립광주박물관              | 1975년 5월 1일 지정                                             |      |
| 587-11호 |      | 필암서원 문적 일괄-장성필암서원성책 (筆巖書院 文籍 一括-長城筆巖書院成冊)                                                                              | 광주 북구 하서로 110, 국립광주박물관 (매곡동,국립광주박물관)             | 국립광주박물관              | 1975년 5월 1일 지정                                             |      |
| 587-12호 |      | 필암서원 문적 일괄-노비안 (筆巖書院 文籍 一括-奴婢案)                                                                                                  | 광주 북구 하서로 110, 국립광주박물관 (매곡동,국립광주박물관)             | 국립광주박물관              | 1975년 5월 1일 지정                                             |      |
| 587-13호 |      | 필암서원 문적 일괄-봉심록 (筆巖書院 文籍 一括-奉審錄)                                                                                                  | 광주 북구 하서로 110, 국립광주박물관 (매곡동,국립광주박물관)             | 국립광주박물관              | 1975년 5월 1일 지정                                             |      |
| 587-14호 |      | 필암서원 문적 일괄-양자징명축관계품목 (筆巖書院 文籍 一括-梁子澂名祝關係稟目)                                                                          | 광주 북구 하서로 110, 국립광주박물관 (매곡동,국립광주박물관)             | 국립광주박물관              | 1975년 5월 1일 지정                                             |      |
| 588호    |      | 강민첨초상 (姜民瞻 肖像) (Portrait of Kang Min-cheom)                                                                                                  | 서울 용산구 서빙고로 137, 국립중앙박물관 (용산동6가)                     | 국립중앙박물관              | 1975년 5월 16일 지정                                            |      |
| 589호    |      | 강현초상 (姜鋧肖像) (Portrait of Kang Hyeon) | 서울 용산구 서빙고로 137, 국립중앙박물관 (용산동6가)                     | 국립중앙박물관              | 1975년 5월 16일 지정                                            |      |
| 590호    |      | 강세황초상 (姜世晃 肖像) (Portrait of Kang Se-hwang)                                                                                                   | 서울 용산구 서빙고로 137, 국립중앙박물관 (용산동6가)                     | 국립중앙박물관              | 1975년 5월 16일 지정                                            |      |
| 590-1호  |      | 강세황초상 - 강세황자필본 (姜世晃 肖像 - 姜世晃自筆本)                                                                                                 | 서울 용산구 서빙고로 137, 국립중앙박물관 (용산동6가)                     | 국립중앙박물관              | 1975년 5월 16일 지정                                            |      |
| 590-2호  |      | 강세황초상 - 이명기필본 (姜世晃 肖像 - 李命基筆本) | 서울 용산구 서빙고로 137, 국립중앙박물관 (용산동6가)                     | 국립중앙박물관              | 1975년 5월 16일 지정                                            |      |
| 591호    |      | 석씨원류응화사적목판 (釋氏源流應化事蹟木板) (Printing Woodblocks of Seokssi wollyu eunghwa sajeok (Life and Activities of Sakyamuni Buddha Incarnate)) | 서울 종로구 우정국로 55, 불교중앙박물관 (견지동,광교빌딩)                | 불교중앙박물관              | 1975년 5월 16일 지정                                            |      |
| 592-1호  |      | 허목수고본 (許穆手稿本) (Manuscript of Heo Mok) | 서울 용산구 서빙고로 137, 국립중앙박물관 (용산동6가)                     | 국립중앙박물관              | 1975년 5월 16일 지정                                            |      |
| 593호    |      | 이상좌불화첩 (李上佐佛畵帖) (Album of Buddhist Paintings by Yi Sang-jwa)                                                                               | 서울 용산구 이태원로55길 60-16, 삼성미술관 리움 (한남동)                 | 삼성미술관 리움             | 1975년 5월 16일 지정                                            |      |
| 594호    |      | 최덕지 초상 및 유지초본 (崔德之肖像 및 油紙草本) (Portrait of Choe Deok-ji and Sketch on Oil Paper)                                                    | 전남 영암군 덕진면 영보정길 16-5 (영보리)                                | 최연창                      | 1975년 5월 16일 지정                                            |      |
| 595호    |      | 자수 초충도 병풍 (刺繡 草蟲圖 屛風) (Folding Screen of Embroidered Chochungdo (Grass and Insects))                                                     | 부산 서구 구덕로 255, 부민캠퍼스 동아대학교박물관 (부용동2가,동아대학교) | 동아대학교박물관            | 1975년 5월 16일 지정                                            |      |
| 596호    |      | 궁궐도 (宮闕圖) | 부산 서구 동대신동3가 1 동아대학교박물관                                 | 동아대학교                  | 1975년 5월 16일 지정, 1995년 6월 23일 해제, 국보 제249호로 승격 |      |
| 597호    |      | 토기 융기문 발 (土器 隆起文 鉢) (Earthenware Bowl with Raised Pattern)                                                                                 | 부산 서구 구덕로 255, 부민캠퍼스 동아대학교박물관 (부용동2가,동아대학교) | 동아대학교박물관            | 1975년 5월 16일 지정                                            |      |
| 598호    |      | 도기 말머리장식 뿔잔 (陶器 馬頭飾 角杯) (Earthenware Horn Cups with Horse Head Decoration)                                                             | 부산 서구 구덕로 255, 부민캠퍼스 동아대학교박물관 (부용동2가,동아대학교) | 동아대학교박물관            | 1975년 5월 16일 지정                                            |      |
| 599호    |      | 쌍자총통 (雙字銃筒) (Ssangja Chongtong Gun) | 부산 서구 구덕로 255, 부민캠퍼스 동아대학교박물관 (부용동2가,동아대학교) | 동아대학교박물관            | 1975년 8월 4일 지정                                             |      |
| 600호    |      | 광주 약사암 석조여래좌상 (光州 藥師庵 石造如來坐像) (Stone Seated Buddha at Yaksaam Hermitage, Gwangju)                                                | 광주 동구 증심사길160번길 89, 약사암 (운림동)                            | 약사암                      | 1975년 8월 4일 지정                                             |      |
| 601호    |      | 대구 도학동 승탑 (大邱 道鶴洞 僧塔) (Stupa in Dohak-dong, Daegu)                                                                                       | 대구 동구 팔공산로201길 41 (동화사, 도학동)                              | 동화사                      | 1975년 8월 4일 지정, 2010년 12월 27일 명칭변경                  |      |

### 1976년 지정
| 번호  | 사진 | 명칭 | 소재지                                                   | 관리자 (단체)    | 지정일                                           | 참조 |
| 602호 |      | 이이 수고본 격몽요결 (李珥 手稿本 擊蒙要訣) (Manuscript of Gyeongmong yogyeol (The Secret of Expelling Ignorance) by Yi I)                  | 강원 강릉시 율곡로3139번길 24, 오죽헌시립박물관 (죽헌동) | 오죽헌시립박물관 | 1976년 4월 23일 지정                             |      |
| 603호 |      | 문무잡과방목 (文武雜科榜目) (Munmujapgwa bangmok (Roster of Successful State Examination Candidates))                                       | 강원 강릉시 율곡로3139번길 24, 오죽헌시립박물관 (죽헌동) | 심종민           | 1976년 4월 23일 지정                             |      |
| 604호 |      | 장말손 적개공신교서 (張末孫 敵愾功臣敎書) (Royal Certificate of Meritorious Subject Issued to Jang Mal-son)                                 | 경북 영주시                                              | 장덕필           | 1976년 4월 23일 지정                             |      |
| 605호 |      | 고령 장기리 암각화 (高靈 場基里 岩刻畫) (Petroglyphs of Janggi-ri, Goryeong)                                                                | 경북 고령군 대가야읍 아래알터길 15-5 (장기리)            | 고령군           | 1976년 8월 6일 지정, 2010년 12월 27일 명칭변경   |      |
| 606호 |      | 문경 도천사지 동·서 삼층석탑 (聞慶 道川寺址 東·西 三層石塔) (East and West Three-story Stone Pagodas from Docheonsa Temple Site, Mungyeong) | 경북 김천시 대항면 북암길 89 (운수리)                    | 직지사           | 1976년 11월 30일 지정, 2010년 12월 27일 명칭변경 |      |
| 607호 |      | 문경 도천사지 삼층석탑 (聞慶 道川寺址 三層石塔) (Three-story Stone Pagoda from Docheonsa Temple Site, Mungyeong)                            | 경북 김천시 대항면 북암길 89 (운수리)                    | 직지사           | 1976년 11월 30일 지정, 2010년 12월 27일 명칭변경 |      |

### 1977년 지정
| 번호  | 사진 | 명칭 | 소재지                                        | 관리자 (단체) | 지정일                                          | 참조 |
| 608호 |      | 완주 위봉사 보광명전 (完州 威鳳寺 普光明殿) (Bogwangmyeongjeon Hall of Wibongsa Temple, Wanju)                                   | 전북 완주군 소양면 위봉길 53, 위봉사 (대흥리) | 위봉사        | 1977년 8월 22일 지정                            |      |
| 609호 |      | 영양 화천리 삼층석탑 (英陽 化川里 三層石塔) (Three-story Stone Pagoda in Hwacheon-ri, Yeongyang)                                 | 경북 영양군 영양읍 화천리 835                 | 영양군        | 1977년 8월 22일 지정, 2010년 12월 27일 명칭변경 |      |
| 610호 |      | 영양 현리 삼층석탑 (英陽 縣里 三層石塔) (Three-story Stone Pagoda in Hyeon-ri, Yeongyang)                                        | 경북 영양군 영양읍 현리 401                   | 영양군        | 1977년 8월 22일 지정, 2010년 12월 27일 명칭변경 |      |
| 611호 |      | 고양 태고사 원증국사탑비 (高陽 太古寺 圓證國師塔碑) (Stele for State Preceptor Wonjeung at Taegosa Temple, Goyang)               | 경기 고양시 덕양구 대서문길 406 (북한동)      | 고양시        | 1977년 8월 22일 지정, 2010년 12월 27일 명칭변경 |      |
| 612호 |      | 영월 흥녕사지 징효대사탑비 (寧越 興寧寺址 澄曉大師塔碑) (Stele for Buddhist Monk Jinghyo at Heungnyeongsa Temple Site, Yeongwol) | 강원 영월군 수주면 무릉법흥로 1352 (법흥리)   | 영월군        | 1977년 8월 22일 지정, 2010년 12월 27일 명칭변경 |      |
| 613호 |      | 신숙주초상 (申叔舟肖像) (Portrait of Sin Suk-ju)                                                                                 | 충북 청원군                                   | 고령신씨문중  | 1977년 11월 15일 지정                           |      |

### 1978년 지정
| 번호  | 사진 | 명칭 | 소재지                                                                                                  | 관리자 (단체)                  | 지정일                                         | 참조 |
| 614호 |      | 사천 흥사리 매향비 (泗川 興士里 埋香碑) (Monument for the Incense Burial Ceremony in Heungsa-ri, Sacheon)                                                                                    | 경남 사천시 곤양면 흥사리 산48-2                                                                        | 사천시                         | 1978년 3월 8일 지정, 2010년 12월 27일 명칭변경 |      |
| 615호 |      | 강화 장정리 석조여래입상 (江華 長井里 石造如來立像) (Stone Standing Buddha in Jangjeong-ri, Ganghwa)                                                                                         | 인천 강화군 하점면 장정리 584                                                                           | 강화군                         | 1978년 3월 8일 지정, 2010년 8월 25일 명칭 변경 |      |
| 616호 |      | 영천향교 대성전 (永川鄕校 大成殿) (Daeseongjeon Shrine of Yeongcheonhyanggyo Local Confucian School)                                                                                         | 경북 영천시 지당길 5 (교촌동)                                                                           | 향교재단                       | 1978년 4월 11일 지정                           |      |
| 617호 |      | 천마총 금제 관식 (天馬塚 金製冠飾) (Gold Diadem Ornament from Cheonmachong Tomb) | 경북 경주시 일정로 186, 국립경주박물관 (인왕동,국립경주박물관)                                          | 국립경주박물관                 | 1978년 12월 7일 지정                           |      |
| 618호 |      | 천마총 금제 관식 (天馬塚 金製冠飾) (Gold Diadem Ornament from Cheonmachong Tomb) | 경북 경주시 일정로 186, 국립경주박물관 (인왕동,국립경주박물관)                                          | 국립경주박물관                 | 1978년 12월 7일 지정                           |      |
| 619호 |      | 천마총 목걸이 (天馬塚 頸胸飾) (Necklace from Cheonmachong Tomb) | 경북 경주시 일정로 186, 국립경주박물관 (인왕동,국립경주박물관)                                          | 국립경주박물관                 | 1978년 12월 7일 지정                           |      |
| 620호 |      | 천마총 유리잔 (天馬塚 琉璃盞) (Glass Cup from Cheonmachong Tomb) | 경북 경주시 일정로 186, 국립경주박물관 (인왕동,국립경주박물관)                                          | 국립경주박물관                 | 1978년 12월 7일 지정                           |      |
| 621호 |      | 천마총 환두대도 (天馬塚 環頭大刀) (Sword with Ring Pommel from Cheonmachong Tomb) | 경북 경주시 일정로 186 국립경주박물관                                                                   | 국립경주박물관                 | 1978년 12월 7일 지정                           |      |
| 622호 |      | 천마총 자루솥 (天馬塚 鐎斗) (Three-legged Cauldron with a Handle from Cheonmachong Tomb) | 경북 경주시 일정로 186, 국립경주박물관 (인왕동,국립경주박물관)                                          | 국립경주박물관                 | 1978년 12월 7일 지정                           |      |
| 623호 |      | 황남대총 북분 금팔찌 및 금반지 (皇南大塚北墳 金製釧 및 金製指環) (Gold Bracelets and Rings from the North Mound of Hwangnamdaechong Tomb)                                                    | 경북 경주시 일정로 186, 국립경주박물관, 서울 용산구 서빙고로 137 국립중앙박물관 (인왕동,국립경주박물관) | 국립경주박물관                 | 1978년 12월 7일 지정                           |      |
| 624호 |      | 황남대총 북분 유리잔 (皇南大塚北墳 琉璃盞) (Glass Cup from the North Mound of Hwangnamdaechong Tomb)                                                                                         | 서울 용산구 서빙고로 137, 국립중앙박물관 (용산동6가)                                                    | 국립중앙박물관                 | 1978년 12월 7일 지정                           |      |
| 625호 |      | 황남대총 북분 은제 관식 (皇南大塚北墳 銀製冠飾) (Silver Diadem Ornament from the North Mound of Hwangnamdaechong Tomb)                                                                       | 경북 경주시 일정로 186, 국립경주박물관 (인왕동,국립경주박물관)                                          | 국립경주박물관                 | 1978년 12월 7일 지정                           |      |
| 626호 |      | 황남대총 북분 금제 고배 (皇南大塚北墳 金製高杯) (Gold High-footed Cup from the North Mound of Hwangnamdaechong Tomb)                                                                         | 경북 경주시 일정로 186, 국립경주박물관 (인왕동,국립경주박물관)                                          | 국립경주박물관                 | 1978년 12월 7일 지정                           |      |
| 627호 |      | 황남대총 북분 은잔 (皇南大塚北墳 銀盞) (Silver Cup from the North Mound of Hwangnamdaechong Tomb)                                                                                            | 서울 용산구 서빙고로 137, 국립중앙박물관 (용산동6가)                                                    | 국립중앙박물관                 | 1978년 12월 7일 지정                           |      |
| 628호 |      | 황남대총 북분 금은제 그릇 일괄 (皇南大塚北墳 金銀器一括) (Gold and Silver Bowls from the North Mound of Hwangnamdaechong Tomb)                                                               | 경북 경주시 일정로 186, 서울 용산구 서빙고로 137 국립중앙박물관 (인왕동,국립경주박물관)                 | 국립경주박물관, 국립중앙박물관 | 1978년 12월 7일 지정                           |      |
| 629호 |      | 황남대총 남분 금제 허리띠 (皇南大塚 南墳 金製 銙帶) (Gold Waist Belt from the South Mound of Hwangnamdaechong Tomb)                                                                          | 서울 용산구 서빙고로 137, 국립중앙박물관 (용산동6가)                                                    | 국립중앙박물관                 | 1978년 12월 7일 지정                           |      |
| 630호 |      | 황남대총 남분 금제 관식 (皇南大塚南墳 金製冠飾) (Gold Diadem Ornament from the South Mound of Hwangnamdaechong Tomb)                                                                         | 서울 용산구 서빙고로 137, 국립중앙박물관 (용산동6가)                                                    | 국립중앙박물관                 | 1978년 12월 7일 지정                           |      |
| 631호 |      | 황남대총 남분 은관 (皇南大塚南墳 銀冠) (Silver Crown from the South Mound of Hwangnamdaechong Tomb)                                                                                          | 경북 경주시 일정로 186, 국립경주박물관 (인왕동,국립경주박물관)                                          | 국립경주박물관                 | 1978년 12월 7일 지정                           |      |
| 632호 |      | 황남대총 남분 은제 팔뚝가리개 (皇南大塚南墳 銀製肱甲) (Silver Arm Guards from the South Mound of Hwangnamdaechong Tomb)                                                                      | 경북 경주시 일정로 186, 국립경주박물관 (인왕동,국립경주박물관)                                          | 국립경주박물관                 | 1978년 12월 7일 지정                           |      |
| 633호 |      | 경주 황남동 금제 드리개 (慶州 皇南洞 金製垂飾) (Gold Pendants from Hwangnam-dong, Gyeongju)                                                                                                  | 경북 경주시 일정로 186, 국립경주박물관 (인왕동,국립경주박물관)                                          | 국립경주박물관                 | 1978년 12월 7일 지정                           |      |
| 634호 |      | 경주 황남동 상감 유리구슬 (慶州 皇南洞 象嵌琉璃玉) (Glass Beads with Inlaid Design from Hwangnam-dong, Gyeongju)                                                                             | 경북 경주시 일정로 186, 국립경주박물관 (인왕동,국립경주박물관)                                          | 국립경주박물관                 | 1978년 12월 7일 지정                           |      |
| 635호 |      | 경주 계림로 보검 (慶州 鷄林路 寶劍) (Ornamented Dagger from Gyerim-ro, Gyeongju) | 경북 경주시 일정로 186 국립경주박물관                                                                   | 국립경주박물관                 | 1978년 12월 7일 지정                           |      |
| 636호 |      | 도기 서수형 명기 (陶器 瑞獸形 明器) (Earthenware Funerary Object in the Shape of an Auspicious Animal)                                                                                       | 경북 경주시 일정로 186 국립경주박물관                                                                   | 국립경주박물관                 | 1978년 12월 7일 지정                           |      |
| 637호 |      | 도기 바퀴장식 뿔잔 (陶器 車輪飾 角杯) (Earthenware Horn Cup with Wagon Wheel Decoration) | 경남 진주시 남강로 626-35, 국립진주박물관 (남성동,진주성)                                               | 국립진주박물관                 | 1978년 12월 7일 지정                           |      |
| 638호 |      | 기사계첩 (耆社契帖) (Gisa gyecheop (Album of Paintings of the Gathering of Elders)) | 서울 서대문구 이화여대길 52, 이화여자대학교박물관 (신촌동)                                              | 이화여자대학교박물관           | 1978년 12월 7일 지정                           |      |
| 639호 |      | 기사계첩 (耆社契帖) (Gisa gyecheop (Album of Paintings of the Gathering of Elders)) | 서울 송파구                                                                                             | 홍완구                         | 1978년 12월 7일 지정                           |      |
| 640호 |      | 인천안목 (人天眼目) (Incheon anmok (Vision of Five Supreme Patriarchs)) | 서울 서대문구 충정로9길 10-10, (재)아단문고 (충정로2가)                                                 | (재)아단문고                   | 1978년 12월 7일 지정                           |      |
| 641호 |      | 선종영가집 (禪宗永嘉集) (Seonjong yeonggajip (Essence of Zen Buddhism)) | 서울 서대문구 충정로9길 10-10, (재)아단문고 (충정로2가)                                                 | (재)아단문고                   | 1978년 12월 7일 지정                           |      |
| 642호 |      | 고구려 평양성 석편 (高句麗 平壤城 石片) (Stone Fragments from Pyeongyangseong City Wall of Goguryeo)                                                                                         | 서울 서대문구 이화여대길 52, 이화여자대학교박물관 (신촌동)                                              | 이화여자대학교박물관           | 1978년 12월 7일 지정                           |      |
| 643호 |      | 금동미륵보살반가사유상 (金銅彌勒菩薩半跏思惟像) (Gilt-bronze Pensive Maitreya Bodhisattva)                                                                                                   | 경기 용인시 처인구 포곡읍 에버랜드로562번길 38, 호암미술관 (가실리)                                     | 호암미술관                     | 1978년 12월 7일 지정                           |      |
| 644호 |      | 백자 청화송죽인물문 항아리 (白磁 靑畵松竹人物文 立壺) (White Porcelain Jar with Pine, Bamboo, and Human Figure Design in Underglaze Cobalt Blue)                                             | 서울 서대문구 이화여대길 52, 이화여자대학교박물관 (신촌동)                                              | 이화여자대학교박물관           | 1978년 12월 7일 지정                           |      |
| 645호 |      | 백자 철화운룡문 항아리 (白磁 鐵畵雲龍文 立壺) (White Porcelain Jar with Cloud and Dragon Design in Underglaze Iron)                                                                          | 서울 서대문구 이화여대길 52, 이화여자대학교박물관 (신촌동)                                              | 이화여자대학교박물관           | 1978년 12월 7일 지정                           |      |
| 646호 |      | 청자 상감‘상약국’명 음각운룡문 합 (靑磁 象嵌‘尙藥局’銘 陰刻雲龍文 盒) (Celadon Lidded Bowl with Inlaid Inscription of "Sangyakguk (Bureau of Medicine)" and Incised Cloud and Dragon Design) | 충북 음성군 대소면 대풍산단로 78, 한독의약박물관 (대풍리)                                               | 한독의약박물관                 | 1978년 12월 7일 지정                           |      |
| 647호 |      | 천자총통 (天字銃筒) (Cheonja Chongtong Gun) | 경남 진주시 남강로 626-35, 국립진주박물관 (남성동)                                                      | 국립진주박물관                 | 1978년 12월 7일 지정                           |      |
| 648호 |      | 승자총통 (勝字銃筒) (Seungja Chongtong Gun) | 서울 용산구 서빙고로 137, 국립중앙박물관 (용산동6가)                                                    | 국립중앙박물관                 | 1978년 12월 7일 지정                           |      |
| 649호 |      | 연기 연화사 무인명불비상 및 대좌 (燕岐 蓮花寺 戊寅銘佛碑像 및 臺座) (Stele with Inscription of “Muin Year” and Pedestal at Yeonhwasa Temple, Sejong)                                         | 세종 연서면 연화사길 28-1                                                                               | 연화사                         | 1978년 12월 7일 지정                           |      |
| 650호 |      | 세종시 연화사 칠존불비상 (世宗市 蓮花寺 七尊佛碑像) (Stele of Seven Buddhas of Yeonhwasa Temple, Sejong)                                                                                     | 세종 연서면 연화사길 28-1                                                                               | 연화사                         | 1978년 12월 7일 지정                           |      |

### 1979년 지정
| 번호    | 사진 | 명칭 | 소재지                                                                   | 관리자 (단체)                | 지정일                                          | 참조 |
| 651호   |      | 연안이씨 종중 문적 (延安李氏 宗中 文籍) (Documents of the Yeonan Yi Clan) | 전북 익산시 금마면 미륵사지로 362, 익산지구문화유적지관리사업소 (기양리) | 익산지구문화유적지관리사업소 | 1979년 2월 8일 지정                             |      |
| 652호   |      | 이형상 수고본 (李衡祥 手稿本) (Manuscript of Yi Hyeong-sang) | 경북 영천시 거북바위길 30 (성내동)                                       | 완산이씨병와공파종회         | 1979년 2월 8일 지정                             |      |
| 653호   |      | 자수 사계분경도 (刺繡 四季盆景圖) (Folding Screen of Embroidered Sagye bungyeongdo (Potted Plants During the Four Seasons))                                                             | 서울 강남구 논현로132길 34, 한국자수박물관 (논현동)                      | 허동화                       | 1979년 2월 8일 지정                             |      |
| 654호   |      | 자수가사 (刺繡袈裟) (Embroidered Monk's Outer Vestment) | 서울 강남구 논현로132길 34, 한국자수박물관 (논현동)                      | 허동화                       | 1979년 2월 8일 지정                             |      |
| 655호   |      | 칠곡 노석리 마애불상군 (漆谷 老石里 磨崖佛像群) (Rock-carved Buddhas in Noseok-ri, Chilgok)                                                                                             | 경북 칠곡군 기산면 노석리 산43-2                                         | 칠곡군                       | 1979년 5월 2일 지정, 2010년 8월 25일 명칭 변경  |      |
| 656호   |      | 충주 청룡사지 보각국사탑 앞 사자 석등 (忠州 靑龍寺址 普覺國師塔 앞 獅子 石燈) (Lion Stone Lantern in Front of the Stupa of State Preceptor Bogak at Cheongnyongsa Temple Site, Chungju) | 충북 충주시 소태면 오량리 산32-2                                         | 충주시                       | 1979년 5월 22일 지정, 2010년 12월 27일 명칭변경 |      |
| 657호   |      | 서울 삼천사지 마애여래입상 (서울 三川寺址 磨崖如來立像) (Rock-carved Standing Buddha at Samcheonsa Temple Site, Seoul)                                                                  | 서울 은평구 진관외동 산51                                                | 은평구                       | 1979년 5월 22일 지정, 2010년 8월 25일 명칭 변경 |      |
| 658호   |      | 충주 청룡사지 보각국사탑비 (忠州 靑龍寺址 普覺國師塔碑) (Stele for State Preceptor Bogak at Cheongnyongsa Temple Site, Chungju)                                                         | 충북 충주시 소태면 오량리 산32-2                                         | 충주시                       | 1979년 5월 22일 지정, 2010년 12월 27일 명칭변경 |      |
| 659호   |      | 백자 청화매조죽문 병 (白磁 靑畵梅鳥竹文 甁) (White Porcelain Bottle with Plum, Bird, and Bamboo Design in Underglaze Cobalt Blue)                                                       | 서울 서초구                                                              | 이헌                         | 1979년 4월 30일 지정                            |      |
| 660호   |      | 최희량 임란관련 고문서 - 첩보서목 (崔希亮 壬亂關聯 古文書 - 捷報書目) (Report on Imjin War by Choe Hui-ryang)                                                                           | 전남 나주시 고분로 747 (반남면, 국립나주박물관)                          | 국립나주박물관               | 1979년 7월 26일 지정                            |      |
| 660-2호 |      | 최희량 임란관련 고문서 - 교지 (崔希亮 壬亂關聯 古文書 - 敎旨) | 전남 나주시 고분로 747 (반남면, 국립나주박물관)                          | 국립나주박물관               | 1979년 7월 26일 지정                            |      |
| 660-3호 |      | 최희량 임란관련 고문서 - 시호망단자 (崔希亮 壬亂關聯 古文書 - 諡號望單字) | 전남 나주시 고분로 747 (반남면, 국립나주박물관)                          | 국립나주박물관               | 1979년 7월 26일 지정                            |      |

## 참고자료
- 문화재청 - 문화재 검색